# ویتکر (کارولینای شمالی)
ویتکر (به انگلیسی: Whitakers) شهری در ایالت کارولینای شمالی کشور ایالات متحده آمریکا است که جمعیت آن در سرشماری سال ۲۰۱۰ میلادی، ۷۴۴ نفر بوده‌است.